# Curitiba (geslacht)
Curitiba is een kevergeslacht uit de familie van de boktorren (Cerambycidae). De wetenschappelijke naam van het geslacht werd voor het eerst geldig gepubliceerd in 1903 door Lameere.

## Soorten
Curitiba is monotypisch en omvat slechts de volgende soort:
- Curitiba brunni (Lameere, 1903)